# Erythridula bicornis
Erythridula bicornis är en insektsart som först beskrevs av Beamer 1930.  Erythridula bicornis ingår i släktet Erythridula och familjen dvärgstritar. Inga underarter finns listade i Catalogue of Life.